# Ridwān
Ridwān (arabisch رضوان, DMG Riḍwān) ist nach islamischer Tradition ein Engel, der die Tore zum Paradies bewacht. In einer Geschichte schlich sich der Teufel mit Hilfe der Schlange an ihm vorbei und konnte so Adam verführen, vom verbotenen Baum zu essen.
Sein Gegenstück ist Malik, der die Hölle bewacht. Der Name Ridwan ist auch ein beliebter männlicher Vorname.